# Chionididae
Chionididae é uma família de aves pertencente à ordem Charadriiformes (a taxonomia de Sibley-Ahlquist inclui-a em Ciconiiformes). O grupo contém apenas um género Chionis e duas espécies, confinadas à região da Antártida.
Elas possuem plumagem branca, apenas com a face e as pernas diferentes entre as duas espécies. Elas se parecem com pombas, mas são consideradas próximas das gaivotas. O nome genérico destas aves é bico-de-bainha.

## Espécies
- Chionis alba, bico-de-bainha-antárctico
- Chionis minor Hartlaub, 1841
  - Chionis minor crozettensis (Sharpe, 1896)
  - Chionis minor marionensis Reichenow, 1908
  - Chionis minor minor Hartlaub, 1841
  - Chionis minor nasicornis Reichenow, 1904